# 第9SS装甲師団
第9SS装甲師団『ホーエンシュタウフェン』（だいきゅうSSそうこうしだん、独: 9. SS-Panzer-Division Hohenstaufen）は、武装親衛隊の38個ある師団のひとつ。名称の由来は神聖ローマ帝国の王朝の一つホーエンシュタウフェン朝、とりわけ第6回十字軍を率いて聖地イェルサレムを獲得したフリードリヒ2世（1194～1250年）から付けられた。

## 編成
1942年末、ナチス・ドイツ総統アドルフ・ヒトラーはそれまでの東部戦線における武装親衛隊の活躍に鑑みて、親衛隊長官ハインリヒ・ヒムラーに対して新しいSS師団の創設を承認した。これを受けて1943年1月、2個の装甲擲弾兵師団の編成が開始された。当初識別のためSS装甲擲弾兵師団9と付けられた師団は、ベルリン近郊のリヒターフェルデでSS補充大隊LSSAHを基幹とし編成された。兵員の70％が徴集された新兵で、その大部分をハンガリーの民族ドイツ人が占め、師団員の60～70％が18歳であった。
2月、フランスのマイイ・ル・カン演習場に移動、15日に初代師団長としてヴィルヘルム・ビットリヒ少将が任命された。3月、ホーエンシュタウフェンの名称を受けSS装甲擲弾兵師団ホーエンシュタウフェンとなった。10月22日 に第9SS装甲師団ホーエンシュタウフェンと改称し同時に第1、第2SS擲弾兵連隊が第19、第20となり、他の所属部隊は9の番号で統一された。11月12日、第16SS装甲擲弾兵師団RHSSへ一部の部隊が移籍した。
1944年2月、装甲教導師団と交替で南フランスの地中海沿岸へ配置転換され、3月、実戦配備可能と判断され第10SS装甲師団フルンツベルクと共に第IISS装甲軍団を構成、軍団司令はパウル・ハウサー上級大将が着任し、そのままOKWの予備となった。

## 戦歴
1944年3月、東部戦線ではソビエト赤軍の大反攻によって西部ウクライナで南方軍集団が危機的状況に立たされていた。24日、第IISS装甲軍団は東部戦戦への移動命令を受けフランスから移動を開始。編成未完の第9SS戦車連隊第1大隊はマイイ・ル・カンに残された。カメネツ＝ポドリスキーで包囲された第1装甲軍の救出の為、第IISS装甲軍団は第4装甲軍の指揮下に入る。
4月2日レンベルクに師団先遣隊が、4日には全部隊が到着しさらに南東約60kmのロハトィン(Rohatyn)北の集結地へ前進。春の雨によって発生した泥濘は移動を困難にし師団主力が攻撃態勢を整えるのは8日までかかった。一方で5日に第19SS連隊第1大隊のみが第IISS装甲軍団に配属された第367歩兵師団の指揮下で師団史上最初の実戦を経験する。
この時までにカメネツ＝ポドリスキーでの包囲戦は終了しており、第1装甲軍は大打撃を受けつつも包囲網の突破に成功していた。第IISS装甲軍団の目標はタルノーポリ救援に変更され、第XXXXVIII装甲軍団の指揮を受けて11日に攻撃を開始、ヴォスシュカ(Wosuszka)川東岸に橋頭堡を築いた。しかし道路状況は一向に改善せず、架橋作業を行う工兵隊が遅れたため装甲車輌が渡れず進撃はたちまち停滞した。14日、橋が架かり装甲部隊が追いついたため第8装甲師団と共に攻撃を再開、ソ連軍の激しい抵抗を排除しつつ15日日没迄にホダチュコフ-ヴィエルキ(Chodaczkow-Wielki)を占領、深夜にタルノーポリ守備隊約1400名が包囲を脱出した。
16日にはポチュアピンツェ(Poczapince)南西に進出、包囲された守備隊との距離はわずか11kmまでに縮まるがソ連軍の反撃は更に激化、包囲網突破はついにならず、自力で包囲を突破してきた兵士43名を収容できたのみであった。18日からストルィパ(Strypa)へ後退を開始、20日、北ウクライナ軍集団 予備となる。4月の残りと5月は再編成と予期されたソ連の攻勢に備えた。師団はこの最初の作戦行動で戦死216名、負傷705名、行方不明90名の損耗を出した。

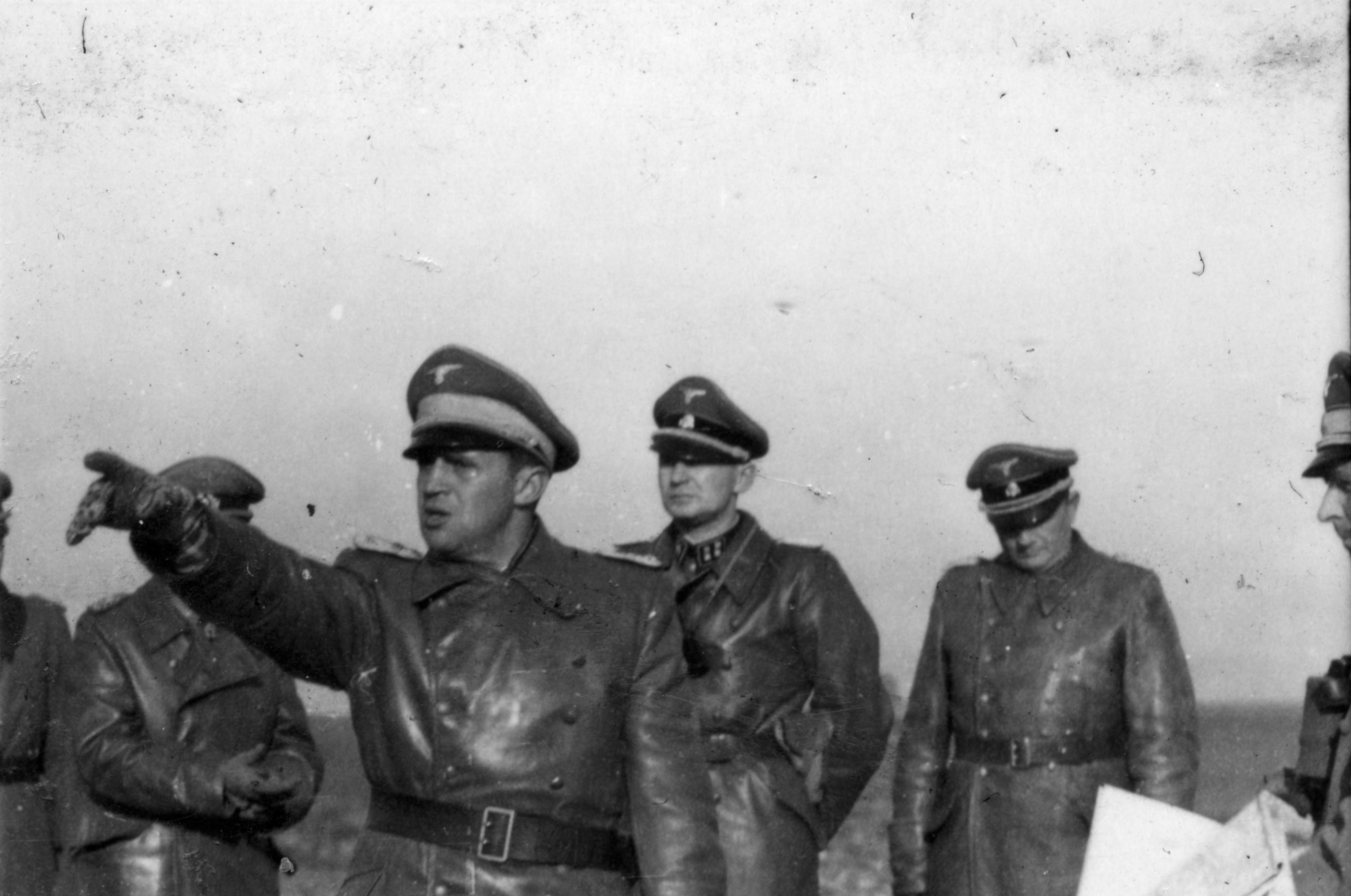
演習を行う第9SS装甲師団の幹部たち、1943年にフランスで撮影

6月6日、連合軍のノルマンディー上陸作戦成功により西部戦線にも巨大な危機が生じた。第IISS装甲軍団はフランスへの移動命令が出され、23日頃には戦場に到着したが、連合軍の制空権下で本格的な戦闘は25日頃から開始された。最激戦区のカーン周辺に投入され懸命の防衛戦に努めるが、ついに米軍は独軍戦線の突破に成功、ファレーズ周辺で包囲戦に巻き込まれた。多数の将兵・兵器を失いながらも第2SS装甲師団ダス・ライヒと共に包囲を脱したが、その後もアミアン周辺での激戦などドイツ軍撤退の後衛を担当し続けた。
連合軍の上陸以来補充無しで戦闘を続けた同師団の兵員充足率は20％程度にまで落ち込み、パリの解放後連合軍の攻勢が一段落したこともあって、師団は北フランスからベルギーを経由してアルンヘム周辺まで後退した。ここで双子師団の第10SS装甲師団フルンツベルクへ装備を渡し兵員はドイツ本国で再編成を行うはずであったが、連合軍はマーケット・ガーデン作戦を発動、イギリス第1空挺師団からライン川に架かる鉄橋を防衛することとなる。当時の師団長ジルヴェスター・シュタドラー少将は負傷後送されており、替わって指揮を取っていたヴァルター・ハルツァ中佐は残存部隊から臨時編成した戦闘団を率いて、第1空挺師団を実質的に壊滅させる一翼を担った。
その後は周辺の部隊等を吸収して第6装甲軍に所属し、ラインの守り作戦では第6SS装甲軍の麾下部隊として第1SS装甲師団アドルフ・ヒトラー及び第12SS装甲師団ヒトラー・ユーゲントの後方に拘置され、作戦開始5日目に前線へ投入されたが突破は失敗に終わり、その後ウーファリーズ周辺で大損害を受けた。
その後、1945年3月には損害の回復が行えないまま春の目覚め作戦で再び東部戦線へ投入され、実質的に壊滅した。残存部隊は戦闘団として後退を続け、オーストリアのリンツで米軍に降伏した。

## 部隊編成
- SS第19装甲擲弾兵連隊 - （SS-Panzer-Grenadier Regiment 19）
- SS第20装甲擲弾兵連隊 - （SS-Panzer-Grenadier Regiment 20）
- SS第9戦車連隊 - （SS-Panzer Regiment 9）
- SS第9装甲砲兵連隊 - （SS-Panzer-Artillerie Regiment 9）
- SS第9装甲偵察大隊 - （SS-Panzer-Aufklärungs-Abteilung 9）
- SS第9戦車猟兵大隊 - （SS-Panzerjäger-Abteilung 9）
- SS第9対空砲兵大隊 - （SS-Flak-Abteilung 9）
- SS第9装甲工兵大隊 - （SS-Panzer-Pioneer-Abteilung 9）
- SS第9装甲通信大隊 - （SS-Panzer-Nachrichten-Abteilung 9）
- SS第9突撃砲大隊 - （SS-Sturmgeschütz-Abteilung 9）(44年2月解隊[3])
- SS第9観測中隊 - （SS-Beobachtungs-Batterie 9) (44年に編成されるが、後に解隊[4]）
- SS第9補給隊 - （SS-Nachschubtruppen 9）
- SS第9衛生中隊 - （SS-Sanitäts-Kompanien 9）